# مارکو تاکوچی
مارکو تاکوچی (انگلیسی: Marco Taccucci؛ زادهٔ ۲ فوریهٔ ۱۹۷۷) بازیکن فوتبال اهل ایتالیا است.
از باشگاه‌هایی که در آن بازی کرده‌است می‌توان به باشگاه فوتبال پروجا، باشگاه فوتبال ونتزیا، باشگاه فوتبال مونتسا، باشگاه فوتبال یووه استابیا، و باشگاه فوتبال اتلتیکو آرتزو اشاره کرد.